# Desensibilización y reprocesamiento por movimientos oculares
La desensibilización y reprocesamiento por movimientos oculares (acrónimo, en inglés, de eye movement desensitization and reprocessing, EMDR) es una técnica psicológica terapéutica utilizada para atenuar los efectos negativos de los eventos traumáticos. El método fue creado y ha sido desarrollado desde 1987 por Francine Shapiro.
La EMDR es un modelo de psicoterapia complejo, e integra elementos y componentes procedentes de distintos enfoques. Sin embargo, lo más característico es la utilización de la estimulación bilateral, ya sea mediante movimientos oculares, mediante sonidos o con golpecitos (tapping) con los que se estimula un hemisferio cerebral a la vez, mientras se le pide al paciente que recuerde imágenes que le producen distrés. Según los lineamientos para la práctica emitidos por la Organización Mundial de la Salud en 2013, «Esta terapia se basa en la idea de que los pensamientos, sentimientos y comportamientos negativos son resultado de recuerdos no procesados. Este tratamiento involucra procedimientos estandarizados que incluyen concentrarse simultáneamente en (a) asociaciones espontáneas de imágenes, pensamientos, emociones y sensaciones corporales traumáticas, y (b) en estimulación bilateral que ocurre de manera más común en la forma de movimientos oculares repetidos.»
Junto con conceptos teóricos provenientes de otras teorías psicológicas (procesamiento bioinformacional, psicología conductual, psicología cognitiva o psicología humanista, sistemas familiares y psicodinámica), la EMDR toma prestados de varios modelos términos y técnicas, que integra de una manera particular.[cita requerida]
La EMDR es incluida, junto con las terapias cognitivo-conductuales, en varios lineamientos basados en la evidencia para el tratamiento del trastorno por estrés postraumático (TEPT), con niveles variados de recomendación y evidencia (que van de entre muy baja hasta moderada según los lineamientos para el estrés de la OMS).A 2020 la American Psychological Association lista a la EMDR como un tratamiento basado en la evidencia para el TEPT pero enfatiza que «la evidencia disponible puede ser interpretada de diferentes maneras» y señala que existe un debate en relación con el mecanismo preciso por el cual la EMDR parece aliviar los síntomas de TEPT. La EMDR puede ser una variedad de terapia de exposición. A pesar de la existencia de alguna evidencia tentativa en relación con su eficacia, críticos la consideran una pseudociencia en tanto solo el componente de desensibilización tiene algún soporte científico.

## Historia
La terapia de exposición comenzó en la década de 1950, cuando psicólogos y psiquiatras sudafricanos la utilizaron para reducir miedos patológicos. Luego llevaron sus métodos a Inglaterra en el programa de formación del Hospital Maudsley. A partir de los años 50 se han desarrollado varios tipos de terapia de exposición, como la desensibilización sistemática, la inundación, la terapia implosiva, la terapia de exposición prolongada, la terapia de exposición in vivo y la terapia de exposición imaginaria.
La terapia EMDR fue desarrollada por primera vez por la psicóloga estadounidense Francine Shapiro tras observar, en 1987, que sus movimientos oculares parecían disminuir las emociones negativas asociadas a sus propios recuerdos angustiosos. A continuación, condujo un estudio científico con víctimas de traumas en 1988 y la investigación se publicó en el Journal of Traumatic Stress en 1989. Su hipótesis era que cuando se produce una experiencia traumática o angustiosa, ésta puede sobrepasar los mecanismos normales de afrontamiento, y el recuerdo y los estímulos asociados son procesados de forma inadecuada y se almacenan en una red de memoria aislada.
Shapiro observó que, cuando experimentaba un pensamiento perturbador, sus ojos se movían rápidamente de forma involuntaria. Además, observó que su ansiedad se reducía cuando ponía sus movimientos oculares bajo control voluntario mientras tenía un pensamiento traumático. Shapiro desarrolló la terapia de EMDR para el trastorno de estrés postraumático (TEPT). Especuló que los acontecimientos traumáticos «alteran el equilibrio excitatorio/inhibitorio en el cerebro, provocando un cambio patológico en los elementos neurales».

## Aplicaciones
La EMDR constituye una alternativa de psicoterapia efectiva[cita requerida] y de resultados perdurables[cita requerida] en pacientes con TEPT y en trastornos asociados con el espectro del trauma.
Se utiliza habitualmente en víctimas de abuso sexual, de asaltos o de otros hechos violentos; también se ha empleado para intervenciones in situ en lugares afectados por desastres naturales o provocados por el ser humano (por ejemplo, con los 220 niños víctimas de las inundaciones de Santa Fe, Argentina, del 2003).
Sin embargo, como la propia Francine Shapiro señala:

«Muchos de nosotros pensamos que el trauma consiste en los grandes acontecimientos que aparecen en los diarios. En el imaginario popular, se identifica como víctimas de un trauma a veteranos de guerra o a los supervivientes de una catástrofe natural o un ataque terrorista. Pero, por definición, trauma es cualquier hecho que haya tenido un efecto negativo duradero en una persona. Todos conocemos a alguien que ha perdido su trabajo, a sus seres queridos o simplemente sus posesiones y que ha sufrido verdaderamente por ello. Cuando alguien ve perturbada su paz de espíritu, o bien nunca la ha tenido, se ve expuesto a serias consecuencias físicas y psicológicas, sea cual sea la causa. Al margen de los ‘disparadores’, por lo general las causas se encuentran en antiguas experiencias de la vida. A esas experiencias las llamamos traumas». Francine Shapiro, Una terapia innovadora para superar la ansiedad, el estrés y el trauma. SAPsi editorial, 2007.

Esta concepción del trauma permite aplicar la EMDR en casos en los cuales, según el DSM IV, no se cumplen los criterios específicos para el TEPT. Se han desarrollado protocolos de investigación especiales para el tratamiento, entre otros, de:[cita requerida]
- duelo
- traumas recientes
- fobias (fobia social y fobias específicas: a volar, a las alturas, aicmofobia y belonefobia, entre otras) (véase Fobia)
- trastorno de pánico
- otros trastornos de ansiedad
- dolor crónico
- abuso de sustancias

## El trauma según la EMDR
La EMDR describe el trauma como una información almacenada en el cerebro de manera disfuncional, a partir de una experiencia considerada traumática. Al ser archivada de ese modo, no puede utilizarse ni integrarse a la experiencia cotidiana del sujeto, y por consiguiente se convierte en responsable de los síntomas del paciente.
Para expresarlo con más precisión, la información queda asociada a los sistemas de memoria implícita de modo similar al momento en el que se experimentó la experiencia traumática. De ello se desprende que, cuando se ve enfrentado a una situación que guarda cierta relación de similitud o resonancia respecto de la experiencia que resultó traumática, la persona se convierte en víctima de una reacción que va desde la desazón al miedo, el rechazo, la ira o bloqueos a nivel muscular o fisiológico.
En ocasiones, el individuo no advierte la incoherencia de tales reacciones, pero en muchas otras, estas últimas van acompañadas de desconcierto o de frustración, y llega incluso a reprocharse a sí mismo por protagonizarlas, aun siendo consciente de lo innecesario, de lo indebido y de lo contraproducente de las mismas.
El trabajo del terapeuta de EMDR consiste en ayudar al paciente a reintegrar los sucesos traumáticos, de modo que estos no sigan causándole dolor ni sufrimiento.

## Tipos de trauma
Se conocen dos tipos de trauma:
- Traumas con T mayúscula: el tipo de experiencia traumática es física: abusos físicos, sexuales o accidentes.[3]
- Traumas con t minúscula: el tipo de trauma es únicamente emocional, un divorcio o el desapego de la madre a su hijo a una edad muy temprana.[3]

## Tabaquismo
El hábito de fumar es una conducta aprendida y se mantiene porque está asociada a muchas experiencias y sensaciones que son diferentes para cada persona. La mayoría de las personas fumadoras iniciaron su consumo a edades muy tempranas, en ambientes de ocio y de entretenimiento. Todo esto queda automáticamente grabado en la mente. Esto es lo que se reproduce cuando la persona vuelve a dar una calada a un cigarro. Las sensaciones que suelen experimentarse son diferentes pero positivas; por ejemplo, la sensación de bienestar al fumar después del desayuno o tras la comida (véase postprandial). Estos suelen ser los cigarrillos más difíciles de dejar de consumir. Por otra parte, la nicotina actúa como tranquilizante o como antidepresivo.[cita requerida]
Trabajar con EMDR permite acceder a esos canales de información o memoria que la persona, gracias a la nicotina, esconde o disimula con falsas sensaciones de bienestar y de calma. Al terminar el tratamiento, dejan de fumar y tienen la creencia de que el tabaco ya no es necesario en su vida, y esto no les produce ninguna angustia, sino todo lo contrario: sienten liberación. Cada persona es diferente; por ello, el tratamiento es totalmente individualizado. Y es un tratamiento eficaz y rápido, y además ofrece recursos en su vida diaria para poder controlar el hábito.
Los psicólogos que aplican EMDR para esta adicción afirman que es uno de los tratamientos más efectivos que existen, ya que va dirigido directamente a la raíz del problema: la parte psicológica. 
En situaciones traumáticas es frecuente que la persona presente numerosas creencias negativas en torno a esta experiencia, tales como culpabilidad, responsabilidad con respecto a la posibilidad de control y a la imposibilidad de defenderse. En una situación «normal», se comparan las creencias negativas con las creencias posibles de las que todos disponemos, y se ofrece una solución adaptativa más adecuada a la realidad. Se trata de un sistema natural adaptativo de procesamiento de la realidad.

## Efectividad y reconocimientos
En el 2002, el Consejo Nacional de Salud Mental de Israel designó a la EMDR como uno de los tres tratamientos preferidos para víctimas del terrorismo.[cita requerida] El Departamento de Salud de Irlanda del Norte, por su parte, lo consideró como uno de los dos tratamientos a elegir para víctimas de trauma.[cita requerida] Posteriormente, el Departamento de Defensa y el Departamento de Asuntos de los Veteranos de los Estados Unidos han publicado varios informes[cita requerida] que sitúan a la EMDR dentro de la categoría de terapias con mayor nivel de evidencia científica, y recomiendan su uso en el tratamiento del TEPT.
Distintas investigaciones han demostrado que tres sesiones de 90 minutos de EMDR permiten cambiar el criterio para trastorno de estrés postraumático (TEPT): entre el 80 por ciento y el total de los individuos que presentan una única experiencia de trauma, incluida una violación, un accidente o un desastre.[cita requerida] En el caso de quienes han sufrido traumas múltiples, el tiempo de tratamiento es mayor: se calcula que son necesarias entre 8 y 12 horas de tratamiento para eliminar de un 77 a 80 por ciento del TEPT causado por trauma múltiple.[cita requerida]
Si bien esta metodología está avalada de forma condicional por la APA (American Psychological Association), mantiene la advertencia de ser controvertida, ya que existen sospechas de que el movimiento ocular o tapping es una adición superflua a un tratamiento clásico de exposición. Se han encontrado efectos positivos más allá que no hacer nada o incluso una escucha activa del relato del paciente, pero no se han encontrado efectos diferentes de la terapia cognitivo-conductual tradicional.

## Formación
La formación necesaria para convertirse en terapeuta de EMDR exige cursar dos bloques de 20 horas de duración, a los que hay que sumar otras cinco horas de supervisión por cada bloque o parte. Ha habido discusiones al respecto, ya que sólo EMDRIA (EMDR International Association) otorga las habilitaciones a entrenadores, pero tal plan formativo garantiza la coherencia de la aplicación de EMDR. Así, un terapeuta de Israel trabajará básicamente con el mismo procedimiento que uno de Guatemala.